# Gruppo di riflessione
Un gruppo di riflessione, in geometria e nella teoria dei gruppi, è un gruppo discreto generato dall'insieme delle riflessioni di uno spazio euclideo di dimensione finita. Tra i gruppi di riflessione si annoverano anche i gruppi di Weyl e i gruppi cristallografici di Coxeter.

## Definizione
Sia E uno spazio euclideo di dimensione finita; un gruppo di riflessione finita è un sottogruppo del gruppo generale lineare di E generato dall'insieme delle riflessioni ortogonali sugli iperpiani passanti per l'origine; un gruppo di riflessione affine è un sottogruppo discreto di un gruppo affine di E generato dall'insieme delle riflessioni affini di E (senza il requisito che gli iperpiani passino per l'origine). I concetti corrispondenti possono essere definiti su altri campi, e ciò porta a gruppi di riflessione complessa e gli analoghi dei gruppi di riflessione su un campo finito.

## Esempi

### Piano
In due dimensioni, i gruppi di riflessione finita sono i gruppi diedrali, che sono generati da riflessione di due linee che formano un angolo di {\textstyle 2\pi /n}e corrispondono al diagramma di Coxeter {\displaystyle I_{2}(n).} Al contrario, i gruppi puntuali ciclici in due dimensioni non sono generati da riflessioni, e di fatto non contengono riflessioni - comunque sono sottogruppi di indice 2 di un gruppo diedrale.

### Spazio
I gruppi di riflessione finita sono i gruppi puntuali e i gruppi di simmetria dei cinque solidi platonici. I poliedri regolari duali (cubo, ottaedro, dodecaedro e icosaedro) generano gruppi isomorfi di simmetria. La classificazione dei gruppi di riflessione finita di R3 è un esempio di classificazione ADE.

## Applicazioni
Nella cristallografia a raggi X si fa ricorso a strumenti di modellizzazione offerti dallo studio dei gruppi di riflessione per determinare la struttura delle proteine.